# ジャパンラグビートップリーグ2016-2017
ジャパンラグビートップリーグ2016-2017は2016年8月26日から2017年1月14日まで行われた日本国内最高峰の社会人ラグビーユニオンリーグである。サントリーサンゴリアスがリーグ戦15試合全勝で4シーズンぶり4度目の優勝を果たした。

## 参加チーム
ジャパンラグビートップリーグ2016-2017の参加チームは下表の通りである（記載は前年の成績上位順）。
昨シーズンの結果、NTTドコモレッドハリケーンズ（トップウェスト）が地域リーグに降格し、宗像サニックスブルースが地域リーグから昇格した。
| チーム名                                    | 前年成績                | 備考                                                                |
| ------------------------------------------- | ----------------------- | ------------------------------------------------------------------- |
| パナソニックワイルドナイツ                  | トップリーグ 優勝       |                                                                     |
| 東芝ブレイブルーパス                        | トップリーグ 2位        |                                                                     |
| ヤマハ発動機ジュビロ                        | トップリーグ 3位        |                                                                     |
| 神戸製鋼コベルコスティーラーズ              | トップリーグ 4位        |                                                                     |
| トヨタ自動車ヴェルブリッツ                  | トップリーグ 5位        |                                                                     |
| キヤノンイーグルス                          | トップリーグ 6位        |                                                                     |
| 近鉄ライナーズ                              | トップリーグ 7位        |                                                                     |
| NTTコミュニケーションズシャイニングアークス | トップリーグ 8位        |                                                                     |
| サントリーサンゴリアス                      | トップリーグ 9位        |                                                                     |
| 豊田自動織機シャトルズ                      | トップリーグ 10位       |                                                                     |
| ホンダヒート                                | トップリーグ 11位       |                                                                     |
| クボタスピアーズ                            | トップリーグ 12位       |                                                                     |
| リコーブラックラムズ                        | トップリーグ 13位       | 残留（トップリーグ入替戦勝利）                                      |
| コカ・コーラレッドスパークス                | トップリーグ 14位       | 残留（トップリーグ入替戦勝利）                                      |
| NECグリーンロケッツ                         | トップリーグ 15位       | 残留（トップリーグ入替戦勝利）                                      |
| 宗像サニックスブルース                      | トップキュウシュウ 優勝 | 入れ替え戦に勝利し昇格（トップチャレンジ1 1位） 2シーズンぶりの復帰 |

## 昨年からの変更点
本年度から大会の方式が2019 ラグビーワールドカップの開催を念頭に置いて、トップリーグを世界基準のリーグ戦にするための競技力向上を進めていくとともに、サンウルブズが出場するスーパーラグビーのルールを一部準用するなど、大幅に改正された。
- 2015-16年シーズンまで採用していた「2プール（グループ）制」「ポストシーズン」（順位決定トーナメント）を廃止し、参加16チームによる1回総当たり（全15節）のリーグ戦のみで順位を決定する。
- 順位は従来通り勝ち点を最優先するが、勝ち点が同じ場合、従来は得失点差を優先としていたのを、本年度から勝利数を優先することになった。
- 勝ち点については、基本勝ち点（勝ち4、引き分け2、負け0）、及び7点差以内での負けだった場合のボーナス勝ち点1は従来通りで変更はないが、「勝敗に関係なく4トライ以上を獲得したチームに勝ち点1をボーナス点として付与」だったものを「勝敗に関係なく相手より3トライ差以上を獲得したチームに勝ち点1をボーナス点として付与」に改正。
- ハーフタイムを従来の10分から12分に延長。
- 外人枠（外国籍選手枠）はチームの登録人数についての制限はないが、同時出場については従来の「一般外人枠2・アジア枠1」に加え、ワールドラグビーの「協議に関する規定第8条」に定める、「ナショナルチームでプレーする資格に準じて、当該年度の6月末時点で他国代表になっていない外人選手」を特別枠として登録することを認める。この場合はアジア枠と同じく、同時出場は1人のみとする。
  - なおチームの事情により、アジア枠・特別枠を一般外人枠と同じ扱いとすることも可能であるが、この場合も「一般外人枠2・アジア枠・特別枠各1」は変わらないものとみなす。
- 開催地については、トップリーグ初開催の福井県を含む、歴代最多の全国33都道府県、計47会場にて開催されることとなった。ラグビーワールドカップ2019開催12都市でも開催される。
- HIA (Head Injury Assessment)が導入されることとなり、脳振盪の疑いのある選手を一時退出させ、HIAの専門的な講習を受けた担当者（マッチドクター・チームドクター）により脳振盪を確認することが可能になる。退出選手の評価に充てる時間は最大10分間で、その間は一時交替の選手が出場可能となった。
- TMO (Television Match Official)の実施範囲が拡大された。昨シーズンまで「トライ時のグラウンディングの有無」の確認に限られていたが、「インゴール直前の反則」と「インフィールドのファウルプレー」も新たに適用されることとなった。

## 順位表
| 順位 | チーム                                      | 試合 | 勝 | 分 | 負 | 得点 | 失点 | 得失 | BP | 勝点 |                |
| ---- | ------------------------------------------- | ---- | -- | -- | -- | ---- | ---- | ---- | -- | ---- | -------------- |
| 1    | サントリーサンゴリアス                      | 15   | 15 | 0  | 0  | 563  | 184  | +379 | 9  | 69   | 日本選手権出場 |
| 2    | ヤマハ発動機ジュビロ                        | 15   | 14 | 0  | 1  | 580  | 208  | +372 | 11 | 67   | 日本選手権出場 |
| 3    | パナソニックワイルドナイツ                  | 15   | 13 | 0  | 2  | 579  | 268  | +311 | 9  | 61   | 日本選手権出場 |
| 4    | 神戸製鋼コベルコスティーラーズ              | 15   | 10 | 0  | 5  | 473  | 328  | +145 | 8  | 48   |                |
| 5    | NTTコミュニケーションズシャイニングアークス | 15   | 9  | 0  | 6  | 336  | 292  | +44  | 4  | 40   |                |
| 6    | リコーブラックラムズ                        | 15   | 8  | 0  | 7  | 390  | 362  | +28  | 8  | 40   |                |
| 7    | キヤノンイーグルス                          | 15   | 8  | 0  | 7  | 379  | 336  | +43  | 5  | 37   |                |
| 8    | トヨタ自動車ヴェルブリッツ                  | 15   | 7  | 0  | 8  | 353  | 332  | +21  | 7  | 35   |                |
| 9    | 東芝ブレイブルーパス                        | 15   | 6  | 0  | 9  | 351  | 381  | -30  | 9  | 33   |                |
| 10   | NECグリーンロケッツ                         | 15   | 6  | 1  | 8  | 337  | 401  | -64  | 4  | 30   |                |
| 11   | 宗像サニックスブルース                      | 15   | 7  | 0  | 8  | 280  | 481  | -201 | 1  | 29   |                |
| 12   | クボタスピアーズ                            | 15   | 6  | 1  | 8  | 271  | 387  | -116 | 2  | 28   |                |
| 13   | 近鉄ライナーズ                              | 15   | 3  | 0  | 12 | 268  | 417  | -149 | 6  | 18   | 入替戦へ       |
| 14   | コカ・コーラレッドスパークス                | 15   | 3  | 0  | 12 | 239  | 478  | -239 | 5  | 17   | 入替戦へ       |
| 15   | 豊田自動織機シャトルズ                      | 15   | 3  | 0  | 12 | 292  | 539  | -247 | 4  | 16   | 入替戦へ       |
| 16   | ホンダヒート                                | 15   | 1  | 0  | 14 | 274  | 571  | -297 | 3  | 7    | 自動降格       |

## 入替制度

### 入替枠の変更
昨シーズンは自動昇降格無かったが、今シーズンは一昨年までと同様に16位が自動降格、13位から15位が入替戦へ、トップチャレンジ1は1位が自動昇格、2位～4位が入替戦へ回ることとなった。

### ジャパンラグビートップチャレンジリーグ創設に伴う変更
2016-2017シーズンまでは、2部リーグに相当するものは地域リーグ（トップイーストリーグ、トップウェスト、トップキュウシュウの各1部リーグ）であったが、2017-2018シーズンからは新しく全国規模の2部リーグとして「ジャパンラグビートップチャレンジリーグ」が創設されることになった。それに伴い今シーズンは以下の点が変更される。
| 変更箇所                                                           | 前年まで（2015-2016シーズン） | 今年から（2016-2017シーズン）                |
| ------------------------------------------------------------------ | ----------------------------- | -------------------------------------------- |
| トップリーグ16位の自動降格先                                       | 各地域リーグ                  | ジャパンラグビートップチャレンジリーグ       |
| トップリーグ入替戦で トップリーグ所属チームが負けた場合            | 各地域リーグへ降格            | ジャパンラグビートップチャレンジリーグへ参入 |
| トップリーグ入替戦で トップチャレンジ1チームが負け・引き分けの場合 | 各地域リーグ残留              | ジャパンラグビートップチャレンジリーグへ参入 |

### 自動降格
リーグ戦の結果、トップリーグ16位のホンダヒートがトップリーグからの自動降格となり、トップチャレンジリーグ参入が決定した。

### トップチャレンジ2
| 順位 | チーム                                               | 試合 | 勝 | 分 | 負 | 得点 | 失点 | 得失 | BP | 勝点 |                            |
| ---- | ---------------------------------------------------- | ---- | -- | -- | -- | ---- | ---- | ---- | -- | ---- | -------------------------- |
| 1    | 日野自動車レッドドルフィンズ（トップイーストリーグ） | 2    | 2  | 0  | 0  | 107  | 0    | +107 | 2  | 10   | トップチャレンジ1へ        |
| 2    | 中部電力（トップウェスト）                           | 2    | 1  | 0  | 1  | 38   | 91   | -53  | 0  | 4    | トップチャレンジリーグ参入 |
| 3    | 中国電力（トップキュウシュウ）                       | 2    | 0  | 0  | 2  | 27   | 81   | -54  | 0  | 0    | トップチャレンジリーグ参入 |
- 12月3日 日野自動車レッドドルフィンズ 43-0 中国電力（秩父宮ラグビー場）
- 12月11日 中部電力 0-64 日野自動車レッドドルフィンズ（鶴見緑地球技場）
- 12月18日 中国電力 27-38 中部電力（コカ・コーラウエスト広島スタジアム）

以上の結果、1位日野自動車レッドドルフィンズのトップチャレンジ1への進出、及び2位の中部電力、3位の中国電力の来季トップチャレンジリーグ参入が決定した。

### トップチャレンジ1
| 順位 | チーム                                                | 試合 | 勝 | 分 | 負 | 得点 | 失点 | 得失 | BP | 勝点 |          |
| ---- | ----------------------------------------------------- | ---- | -- | -- | -- | ---- | ---- | ---- | -- | ---- | -------- |
| 1    | NTTドコモレッドハリケーンズ（トップウェスト）         | 3    | 3  | 0  | 0  | 137  | 38   | +99  | 2  | 14   | 自動昇格 |
| 2    | 三菱重工相模原ダイナボアーズ（トップイーストリーグ）  | 3    | 1  | 0  | 2  | 55   | 56   | -1   | 2  | 6    | 入替戦へ |
| 3    | 日野自動車レッドドルフィンズ（トップチャレンジ2 1位） | 3    | 1  | 0  | 2  | 50   | 97   | -47  | 1  | 5    | 入替戦へ |
| 4    | 九州電力キューデンヴォルテクス（トップキュウシュウ）  | 3    | 1  | 0  | 2  | 31   | 82   | -51  | 0  | 4    | 入替戦へ |
- 秩父宮ラグビー場
  - 1月3日 NTTドコモレッドハリケーンズ 68-12 日野自動車レッドドルフィンズ
  - 1月3日 三菱重工相模原ダイナボアーズ 12-19 九州電力キューデンヴォルテクス

- レベルファイブスタジアム
  - 1月9日 三菱重工相模原ダイナボアーズ 29-7 日野自動車レッドドルフィンズ
  - 1月9日 九州電力キューデンヴォルテクス 12-39 NTTドコモレッドハリケーンズ

- 東大阪市花園ラグビー場
  - 1月15日 九州電力キューデンヴォルテクス 0-31 日野自動車レッドドルフィンズ
  - 1月15日 NTTドコモレッドハリケーンズ 30-14 三菱重工相模原ダイナボアーズ

以上の結果、1位NTTドコモレッドハリケーンズのトップリーグへの自動昇格及び2位以下3チームのトップリーグ入替戦出場が決定した。

### トップリーグ入替戦
今シーズンはトップリーグからは13位近鉄ライナーズ、14位コカ・コーラレッドスパークス、15位豊田自動織機シャトルズの3チーム、トップチャレンジ1からは2位三菱重工相模原ダイナボアーズ、3位日野自動車レッドドルフィンズ、4位九州電力キューデンヴォルテクスの3チームが出場する。
なお前述したとおり、トップリーグは負けた場合、トップチャレンジ1は負け・引き分けの場合トップチャレンジリーグ参入となる。
- 1月28日 近鉄ライナーズ(トップリーグ13位) 47-0 九州電力キューデンヴォルテクス(トップチャレンジ1・4位)　(東大阪市花園ラグビー場)
- 1月28日 コカ・コーラレッドスパークス(トップリーグ14位) 32-22 日野自動車レッドドルフィンズ(トップチャレンジ1・3位) (レベルファイブスタジアム)
- 1月28日 豊田自動織機シャトルズ(トップリーグ15位) 33-21 三菱重工相模原ダイナボアーズ(トップチャレンジ1・2位) (パロマ瑞穂ラグビー場)

入替戦の結果、近鉄ライナーズ、コカ・コーラレッドスパークス、豊田自動織機シャトルズのトップリーグ残留、九州電力キューデンヴォルテクス、日野自動車レッドドルフィンズ、三菱重工相模原ダイナボアーズのトップチャレンジリーグ参入が決定した。

### ジャパンラグビートップチャレンジリーグ参入マッチ
上述のとおり、2017-18年度シーズンより、トップリーグの2部組織として「ジャパンラグビートップチャレンジリーグ」を新設するにあたり、各地域リーグの2016-2017シーズン3位クラブの3チームを対象とした「ジャパンラグビートップチャレンジリーグ参入マッチ」を3チームによる1回戦総当たりで行い、1・2位のクラブが2017-2018シーズンよりトップチャレンジリーグへ参入する。
| 順位 | チーム                                        | 試合 | 勝 | 分 | 負 | 得点 | 失点 | 得失 | BP | 勝点 |                            |
| ---- | --------------------------------------------- | ---- | -- | -- | -- | ---- | ---- | ---- | -- | ---- | -------------------------- |
| 1    | 釜石シーウェイブスRFC（トップイーストリーグ） | 2    | 2  | 0  | 0  | 76   | 48   | +28  | 1  | 9    | トップチャレンジリーグ参入 |
| 2    | マツダブルーズーマーズ（トップキュウシュウ）  | 2    | 1  | 0  | 1  | 66   | 43   | +23  | 1  | 5    | トップチャレンジリーグ参入 |
| 3    | 大阪府警察（トップウェスト）                  | 2    | 0  | 0  | 2  | 43   | 94   | -51  | 1  | 1    |                            |
- 12月3日　釜石シーウェイブスRFC（トップイーストリーグディビジョン1 3位） 36-12 マツダブルーズーマーズ（トップキュウシュウA 3位）（熊谷ラグビー場）
- 12月11日　大阪府警察（トップウェストA 3位） 36-40 釜石シーウェイブスRFC（鶴見緑地球技場）
- 12月18日　マツダブルーズーマーズ 54-7 大阪府警察（コカ・コーラウエスト広島スタジアム）

以上の結果、1位釜石シーウェイブスRFC、2位マツダブルーズーマーズの来季トップチャレンジリーグ参入が決定した。

## 表彰
2016-2017シーズンの年間表彰式は、2017年1月15日に実施された。

### チーム表彰

#### TOP LEAGUE 優勝チーム
|        | チーム名                   | 備考             |
| ------ | -------------------------- | ---------------- |
| 優勝   | サントリーサンゴリアス     | （4季ぶり4回目） |
| 準優勝 | ヤマハ発動機ジュビロ       |                  |
| 第3位  | パナソニックワイルドナイツ |                  |

#### フェアプレーチーム賞
| チーム名             | 備考       |
| -------------------- | ---------- |
| ヤマハ発動機ジュビロ | （初受賞） |

#### ベストファンサービス賞
| チーム名                       | 備考              |
| ------------------------------ | ----------------- |
| 神戸製鋼コベルコスティーラーズ | （2季ぶり11回目） |
| リコーブラックラムズ           | （初受賞）        |

### 個人表彰

#### トップリーグMVP
| 氏名     | 所属チーム             | 備考       |
| -------- | ---------------------- | ---------- |
| 中靏隆彰 | サントリーサンゴリアス | （初受賞） |

#### 新人賞
| 氏名     | 所属チーム           |
| -------- | -------------------- |
| 松橋周平 | リコーブラックラムズ |

#### 最多トライゲッター
| 氏名     | 所属チーム             | 備考               |
| -------- | ---------------------- | ------------------ |
| 中靏隆彰 | サントリーサンゴリアス | 17トライ（初受賞） |

#### 得点王
| 氏名     | 所属チーム             | 備考                             |
| -------- | ---------------------- | -------------------------------- |
| 小野晃征 | サントリーサンゴリアス | 187得点（3T/56G/20PG）（初受賞） |

#### ベストキッカー
| 氏名                           | 所属チーム           | 備考                                                                           |
| ------------------------------ | -------------------- | ------------------------------------------------------------------------------ |
| ゲラード・ファンデンヒーファー | ヤマハ発動機ジュビロ | キック成功率82.35%(G:72回中59回成功81.94%、PG：13回中11回成功84.62%)（初受賞） |

#### ベストホイッスル
| 氏名     | 備考             |
| -------- | ---------------- |
| 麻生彰久 | （4季連続4回目） |

#### AIG賞
| 氏名     | 備考       |
| -------- | ---------- |
| 梶原晃久 | （初受賞） |

※AIG賞とは、今年新たに創設され、今シーズンレフリーとアシスタントレフリーを合算して最も多く担当し、多大な貢献をした方に贈られる賞。

### ベストフィフティーン
| ポジション | 氏名                   | 所属チーム                     | 備考             |
| ---------- | ---------------------- | ------------------------------ | ---------------- |
| PR1        | 稲垣啓太               | パナソニックワイルドナイツ     | （4季連続4回目） |
| HO         | 日野剛志               | ヤマハ発動機ジュビロ           | （初受賞）       |
| PR3        | 伊藤平一郎             | ヤマハ発動機ジュビロ           | （初受賞）       |
| LO         | ヒーナンダニエル       | パナソニックワイルドナイツ     | （2季連続6回目） |
| LO         | ジョー・ウィーラー     | サントリーサンゴリアス         | （初受賞）       |
| FL         | ジョージ・スミス       | サントリーサンゴリアス         | （3季ぶり4回目） |
| FL         | 布巻峻介               | パナソニックワイルドナイツ     | （初受賞）       |
| NO8        | 松橋周平               | リコーブラックラムズ           | （初受賞）       |
| SH         | 流大                   | サントリーサンゴリアス         | （初受賞）       |
| SO         | 小野晃征               | サントリーサンゴリアス         | （4季ぶり3回目） |
| WTB        | 中靏隆彰               | サントリーサンゴリアス         | （初受賞）       |
| WTB        | 山下楽平               | 神戸製鋼コベルコスティーラーズ | （2季ぶり2回目） |
| CTB        | ヴィリアミ・タヒトゥア | ヤマハ発動機ジュビロ           | （初受賞）       |
| CTB        | 立川理道               | クボタスピアーズ               | （初受賞）       |
| FB         | 松島幸太朗             | サントリーサンゴリアス         | （2季ぶり2回目） |